# Saint-Gal-sur-Sioule

Saint-Gal-sur-Sioule este o comună în departamentul Puy-de-Dôme, Franța. În 1 ianuarie 2022 avea o populație de 148 de locuitori.